# Tamba hieroglyphica
Tamba hieroglyphica là một loài bướm đêm trong họ Noctuidae.